# Imma grammarcha
Imma grammarcha är en fjärilsart som beskrevs av Edward Meyrick 1905. Imma grammarcha ingår i släktet Imma och familjen Immidae. Inga underarter finns listade i Catalogue of Life.